# 広域地名
広域地名（こういきちめい）は、地名の分類の一種である。
ある地名が示す地域および、その地域の周辺を含むより広い範囲に対して、全体として包括して同一の地名で呼ぶ場合、それを広域地名と呼ぶ。
日本では、ある地方自治体の名称として、本来その自治体よりも広い範囲を指す広域地名を採用する場合がある。例として、ある市町村の名称を新たに決定する際に、その市町村を含む都道府県名や旧国名・郡名などの広域地名を採用する場合などがある。この場合は、批判的に僭称地名（せんしょうちめい）とも呼ばれる。
本項では主に、日本の地方自治体名としての広域地名の採用と、日本国外における類似の例について記述する。

## 日本
ある地名が、当初指していた範囲よりも広いまたは狭い地域を指すように変化する現象は、歴史上普通に見られることである。例えば「大和」は、もともと奈良盆地東南部を指す地名であったが、後に令制国の大和国、そして日本全体を示して用いられるようになった。
一方、日本の中世から近世にかけては、藩の名称は城下町の名称を付けられる例が多かった。例えば「彦根」は、彦根城の城下町のみならず、城下町・彦根を首府とする彦根藩を指しても用いられた。
明治時代の廃藩置県に際しても、名称が郡名や都市名から採られている例が多かった。例えば現在の香川県の範囲は、令制国の讃岐国と一致するが、より狭い地域を指す地名であった香川郡から名付けられた。
また、市制及び町村制が制定された際にも、郡内に設けられた主要な市町に、郡と同じ名前が付けられる例が多く見られた。例えば現在の大分市は、江戸時代まで「府内」と呼ばれていたが、大分郡大分町とされた。
地方自治体名として、広域地名をそのまま狭い範囲の地名として用いる場合がある。例として、飛騨国に対する飛騨市、千曲川に対する千曲市など。
市町村合併において、新設合併により誕生した市町村が新たに名称を決める際に、名称をめぐる対立を避ける目的で広域地名を採用する場合があり、昭和の大合併や平成の大合併でも同様の理由で広域地名の採用が多く見られた。

### 批判的観点
広域地名の表す範囲と、合併後の区域に著しい差がない場合は適切な命名法といえる。だが、新たに名称問題を引き起こして合併破談に至ることもあった。また、別の広域地名を新市町村名として採用することにより、その地名を共有する同一地域の他の自治体等から抗議が起きる場合もあった。
またその逆に、市町村合併に際して「吸収合併された」というイメージを持たれることを避け、名称問題を円満に解決するため、あえて広域地名の使用を避ける場合もある。その場合には自治体の新名称として、ひらがな・カタカナ地名、合成地名、方角地名、瑞祥地名などを採用することが多いが、その名称がまた批判の対象となってしまうという問題もある。
このような地名が示す地域の一部に過ぎない自治体が採用するケースでは、本来は広域を指す地名であるにもかかわらず、地域の事情を知らない者にとってはその自治体のみを指す地名だと誤解されかねず、また一地方自治体が広域地名を名乗ることでその都道府県内のどの場所に位置するのかわかりにくくなるとして批判される場合もある。
さいたま市
「さいたま市」は、2001年5月1日に浦和市・大宮市・与野市の合併で発足した市であるが、この3市は市制施行前は、旧足立郡（のち南北に分割され北足立郡）に属していた。
このため、前玉（さきたま）神社（神社由緒書によれば「前玉」は「埼玉」の地名の語源と伝える）や埼玉古墳群を擁し「埼玉」の地名の発祥の地であり、旧埼玉郡（のち南北に分割され北埼玉郡）に属していた行田市の関係者から「埼玉郡に属さない市町村の合併で発足した市が「埼玉」「さいたま」を称することは僭称である」という批判が起こった。
なお合併にあたっては市名の公募が行われ、その結果、1位が「埼玉市」、2位が「さいたま市」であった。この背景には旧浦和市と大宮市の地域対立があり、旧浦和市と与野市は「さいたま市」、旧大宮市は新市名として候補になかった「大宮市」を主張して対立した。また新市役所をどちらに置くかでも紛糾したため「さいたま新都心を候補地とする」という条件で「さいたま市」に落ち着いたという経緯がある（結局は旧浦和市役所にさいたま市役所が置かれた）。
「さいたま市」の名称については、ひらがな・カタカナ地名に対する批判もある。しかし合併にあたり広域地名かつひらがな地名を採用した背景には、さいたま市内の地域対立という事情があった。

2005年4月1日、旧南埼玉郡に属した岩槻市がさいたま市に編入合併されたため「僭称地名」との批判については一応解消される形になった。

#### 「僭称地名」の語について
こうした広域地名を用いた自治体名に対し、一部の地名研究家から「僭称」という語が本来の意味を外れて拡張された用法として「僭称地名」と呼ばれ、批判される場合がある。「借用地名」あるいは「大風呂敷地名」など、同様の意味合いで別の語を用いる者もある。

## 広域地名を採用した主な日本の自治体一覧
広域地名の元となった狭域地名にも該当する場合は含まない。
自治体の領域が、元来の地名が指し示す区域の大部分を含んでいる例には、※を付記する。

### 平成の大合併以前

#### 北海道地方
- 北海道北見市（旧国名）
- 北海道積丹郡積丹町（郡名、半島名）
- 北海道利尻郡利尻町（郡名、島名）
- 北海道利尻郡利尻富士町（山名）
- 北海道沙流郡日高町（旧国名、支庁名）

#### 東北地方
- 青森県むつ市（旧国名（陸奥））
- 青森県上北郡東北町（地方名）
- 岩手県北上市（地域名、河川名）
- 岩手県奥州市（旧国名（陸奥）の別称。現在の青森県、岩手県、宮城県、福島県の全体にほぼ相当する。僭称地名との批判がある[1]。旧衣川村の職員が発案した[5]）
- 岩手県二戸市（郡名）
- 岩手県岩手郡岩手町（郡名）
- 岩手県紫波郡紫波町（郡名）
- 岩手県九戸郡九戸村（郡名）
- 宮城県仙台市宮城野区（地域名）※[要出典]
- 宮城県名取市（郡名）
- 宮城県柴田郡柴田町（郡名）
- 宮城県亘理郡亘理町（郡名）
- 秋田県男鹿市（半島名）
- 秋田県鹿角市（郡名）
- 秋田県雄勝郡羽後町（旧国名）
- 山形県村山市（郡名）
- 山形県最上郡最上町（郡名）
- 福島県いわき市（旧国名（磐城）、郡名（石城）、城主名（岩城）。石城郡全域での合併。）
- 福島県相馬市（郡名。相馬郡自体が現在の相馬市に居城を構えた相馬氏に由来するため城主名由来とも言える。）
- 福島県双葉郡双葉町（郡名）
- 福島県耶麻郡西会津町（地方名）

#### 関東地方
- 茨城県北茨城市（都道府県名）
- 茨城県つくば市（郡名）
- 茨城県東茨城郡茨城町（郡名）
- 栃木県芳賀郡芳賀町（郡名）
- 群馬県甘楽郡甘楽町（郡名）
- 群馬県邑楽郡邑楽町（郡名）
- 埼玉県狭山市（地域名）
- 埼玉県秩父市（郡名）
- 埼玉県入間市（郡名）
- 埼玉県新座市（郡名）
- 埼玉県入間郡三芳町（地域名）
- 埼玉県秩父郡東秩父村（郡名）
- 埼玉県比企郡吉見町（郡名の別名）※
- 千葉県印西市（郡名派生の地域名）
- 千葉県習志野市（地域名）
- 千葉県君津市（郡名）
- 千葉県市原市（郡名）※
- 千葉県袖ケ浦市（地域名）
- 千葉県山武郡九十九里町（海浜名、地域名）
- 千葉県長生郡長生村（郡名）
- 東京都豊島区（郡名）
- 東京都足立区（郡名）
- 東京都葛飾区（郡名）
- 東京都多摩市（郡名）
- 東京都武蔵野市（旧国名派生の地域名）
- 東京都東村山市（地域名）
- 東京都武蔵村山市（地域名）
- 東京都西多摩郡奥多摩町（郡名派生の地域名）
- 東京都（大島支庁）大島町（島名）※
- 東京都（大島支庁）新島村（島名）※
- 東京都（三宅支庁）三宅村（島名）※
- 東京都（八丈支庁）八丈町（島名）※
- 東京都（小笠原支庁）小笠原村（諸島名）※
- 神奈川県横浜市都筑区（郡名）
- 神奈川県川崎市多摩区（河川名、郡名。ただし旧郡域から外れる）
- 神奈川県相模原市（旧国名派生の地域名）
- 神奈川県三浦市（郡名）
- 神奈川県南足柄市（郡名）

#### 中部地方
- 新潟県上越市（旧国名派生の地域名）
- 富山県砺波市（郡名）
- 石川県加賀市（旧国名）
- 福井県越前市（旧国名）
- 福井県南条郡南越前町（旧国名）
- 福井県丹生郡越前町（旧国名）
- 福井県三方上中郡若狭町（旧国名）
- 山梨県都留市（郡名）
- 山梨県山梨市（郡名）
- 長野県佐久市（郡名）
- 長野県上水内郡信濃町（旧国名）
- 長野県木曽郡南木曽町（郡名）
- 岐阜県美濃市（旧国名）
- 岐阜県羽島市（郡名）
- 岐阜県恵那市（郡名）
- 岐阜県美濃加茂市（郡名）
- 岐阜県土岐市（郡名）
- 岐阜県可児市（郡名）
- 岐阜県飛騨市（旧国名）
- 岐阜県安八郡安八町（郡名）
- 静岡県富士市（郡名）
- 静岡県賀茂郡東伊豆町（旧国名、半島名）
- 静岡県賀茂郡南伊豆町（旧国名、半島名）
- 静岡県賀茂郡西伊豆町（旧国名、半島名）
- 愛知県東海市（地方名）
- 愛知県知多市（郡名）
- 愛知県北設楽郡設楽町（郡名）
- 愛知県知多郡南知多町（郡名）
- 愛知県丹羽郡扶桑町（"扶桑"と名付けられた理由とは異なるが、"扶桑"は日本の異称である）

#### 近畿地方
- 三重県伊勢市（旧国名、伊勢神宮から）
- 三重県志摩市（旧国名、郡名）
- 三重県鈴鹿市（郡名）
- 三重県熊野市（地域名）
- 三重県多気郡多気町（郡名）
- 三重県度会郡度会町（郡名）
- 京都府相楽郡南山城村（旧国名）
- 大阪府大阪市西成区（郡名）
- 大阪府大阪市東成区（郡名）
- 大阪府摂津市（旧国名）
- 大阪府和泉市（旧国名、郡名）
- 大阪府泉南市（郡名）
- 大阪府交野市（郡名）
- 大阪府東大阪市（都道府県名）
- 大阪府豊能郡豊能町（郡名）
- 大阪府豊能郡能勢町（郡名）
- 兵庫県加西市（郡名）※
- 兵庫県加古郡播磨町（旧国名）
- 奈良県吉野郡東吉野村（郡名）
- 和歌山県有田市（郡名）
- 和歌山県日高郡日高町（郡名）

#### 中国地方
- 鳥取県岩美郡岩美町（郡名）
- 島根県出雲市（旧国名、出雲大社から）
- 岡山県備前市（旧国名）
- 広島県広島市佐伯区（郡名）
- 広島県広島市安芸区（旧国名、郡名）
- 広島県広島市安佐北区（郡名）
- 広島県広島市安佐南区（郡名）
- 広島県世羅郡世羅町（郡名）
- 山口県長門市（旧国名）
- 山口県美祢市（郡名）
- 山口県阿武郡阿武町（郡名）

#### 四国地方
- 徳島県勝浦郡勝浦町（郡名）
- 徳島県板野郡板野町（郡名）
- 香川県木田郡三木町（郡名）
- 香川県香川郡直島町（島名）
- 香川県綾歌郡宇多津町（郡名派生の地域名）
- 香川県仲多度郡多度津町（郡名派生の地域名）
- 愛媛県伊予市（旧国名、郡名）
- 高知県土佐市（旧国名）
- 高知県土佐郡土佐町（旧国名、郡名）
- 高知県高岡郡中土佐町（旧国名）

#### 九州・沖縄地方
- 福岡県北九州市（地域名）
- 福岡県福岡市早良区（郡名）
- 福岡県田川市（郡名）
- 福岡県八女市（郡名）
- 福岡県筑後市（旧国名）
- 福岡県豊前市（旧国名）
- 福岡県筑紫野市（旧国名、郡名派生の地域名）
- 福岡県宗像市（郡名）
- 福岡県糟屋郡粕屋町（郡名）
- 福岡県鞍手郡鞍手町（郡名）
- 長崎県東彼杵郡東彼杵町（郡名。ただし、「東彼杵郡」自体は当町の「彼杵」に由来。）
- 長崎県松浦市（郡名）
- 大分県大分市（郡名）※
- 熊本県菊池市（郡名）
- 熊本県上益城郡益城町（郡名）
- 熊本県葦北郡芦北町（郡名）
- 大分県宇佐市（郡名）
- 宮崎県日向市（旧国名）
- 宮崎県日南市（旧国名派生の地域名）
- 鹿児島県鹿児島市（郡名）※
- 鹿児島県大島郡徳之島町（島名）
- 沖縄県沖縄市（都道府県名）

### 平成の大合併以後

#### 北海道・東北地方
- 北海道日高郡新ひだか町（郡名、支庁名）
- 青森県つがる市（郡名、半島名）
- 青森県東津軽郡外ヶ浜町（地域名）
- 岩手県奥州市（旧国名派生の地域名）
- 岩手県和賀郡西和賀町（郡名）
- 宮城県栗原市（郡名）
- 宮城県登米市（郡名）※ （登米郡全域を含む）
- 宮城県加美郡加美町（郡名）
- 宮城県大崎市（地域名）
- 秋田県北秋田市（郡名）
- 秋田県仙北市（郡名）
- 山形県東田川郡庄内町（地域名）
- 福島県田村市（郡名）
- 福島県南相馬市（郡名）
- 福島県伊達市（郡名）
- 福島県南会津郡南会津町（郡名）

#### 関東地方
- 茨城県筑西市（地域名）
- 茨城県那珂市（郡名）
- 茨城県稲敷市（郡名）
- 茨城県行方市（郡名）
- 茨城県つくばみらい市（郡名）
- 茨城県坂東市（地方名の別名、河川名の別名）
- 栃木県下野市（旧国名）
- 群馬県吾妻郡東吾妻町（郡名）
- 埼玉県さいたま市（都道府県名）
- 埼玉県さいたま市見沼区（湖沼名派生の地域名）
- 東京都西東京市（都道府県名）
- 千葉県いすみ市（郡名）
- 千葉県匝瑳市（郡名）
- 千葉県南房総市（旧国名派生の地域名、半島名）
- 千葉県山武市（郡名）

#### 中部地方
- 山梨県甲斐市（旧国名）
- 山梨県甲州市（旧国名派生の地域名）
- 山梨県南アルプス市（山岳地帯名）
- 長野県安曇野市（郡名派生の地域名）
- 長野県木曽郡木曽町（郡名）
- 新潟県魚沼市（郡名）
- 新潟県南魚沼市（郡名）
- 新潟県佐渡市（旧国名、郡名）※
- 富山県射水市（郡名）
- 石川県かほく市（旧国名、郡名）
- 石川県能美市（郡名）
- 石川県鹿島郡中能登町（旧国名、半島名）
- 石川県鳳珠郡能登町（旧国名、半島名）
- 福井県越前市（旧国名）
- 福井県坂井市（郡名）
- 福井県南条郡南越前町（旧国名）
- 福井県三方上中郡若狭町（旧国名）
- 福井県大飯郡おおい町（郡名）
- 岐阜県飛騨市（旧国名）
- 岐阜県本巣市（郡名）
- 岐阜県海津市（郡名）※　（海津郡全域を含む）
- 岐阜県山県市（郡名）
- 岐阜県郡上市（郡名）※
- 静岡県伊豆市（旧国名）
- 静岡県伊豆の国市（旧国名）
- 静岡県静岡市駿河区（旧国名）

#### 近畿地方
- 三重県伊賀市（旧国名）※
- 三重県志摩市（旧国名、郡名、半島名）
- 三重県いなべ市（郡名）※
- 滋賀県湖南市（地域名）
- 滋賀県甲賀市（郡名）※
- 滋賀県東近江市（旧国名）
- 滋賀県高島市（郡名、高島郡全域を含む）※
- 京都府京丹後市（旧国名）
- 京都府船井郡京丹波町（旧国名）
- 兵庫県丹波市（旧国名）
- 兵庫県南あわじ市（旧国名）
- 兵庫県宍粟市（郡名）※
- 兵庫県朝来市（郡名）※
- 兵庫県淡路市（旧国名）
- 兵庫県加東市（郡名）※
- 兵庫県多可郡多可町（郡名）
- 奈良県葛城市（地域名、郡名）
- 奈良県宇陀市（郡名）

#### 中国地方
- 鳥取県西伯郡伯耆町（旧国名）
- 鳥取県八頭郡八頭町（郡名）
- 島根県雲南市（旧国名派生の地域名）
- 島根県仁多郡奥出雲町（旧国名）
- 島根県隠岐郡隠岐の島町（旧国名、諸島名）
- 岡山県美作市（旧国名）
- 岡山県瀬戸内市（海域名、地域名）
- 岡山県赤磐市（郡名）※
- 岡山県真庭市（郡名）※
- 岡山県加賀郡吉備中央町（旧国名）
- 岡山県浅口市（郡名）
- 広島県山県郡北広島町（県名）
- 広島県豊田郡大崎上島町（島名）※
- 広島県安芸高田市（郡名）
- 広島県神石郡神石高原町（郡名）
- 山口県周南市（旧国名派生の地域名）
- 山口県大島郡周防大島町（島名）※

#### 四国地方
- 徳島県美馬市（郡名）
- 徳島県那賀郡那賀町（郡名）
- 徳島県阿波市（旧国名、郡名）※
- 徳島県三好市（郡名）
- 徳島県三好郡東みよし町（郡名）
- 香川県さぬき市（旧国名）
- 香川県東かがわ市（都道府県名）
- 香川県三豊市（郡名）
- 香川県小豆郡小豆島町（島名）
- 愛媛県四国中央市（地方名）
- 愛媛県西予市（旧国名派生の地域名）
- 愛媛県越智郡上島町（地域名）
- 愛媛県北宇和郡鬼北町（地域名）
- 高知県高岡郡津野町（地域名）
- 高知県香美市（郡名）
- 高知県香南市（郡名派生の地域名）

#### 九州・沖縄地方
- 福岡県うきは市（郡名）
- 福岡県朝倉市（郡名）
- 福岡県嘉麻市（郡名）※
- 福岡県みやま市（郡名派生の地域名）
- 福岡県糸島市（郡名、半島名）
- 福岡県朝倉郡筑前町（旧国名）
- 福岡県築上郡築上町（郡名）
- 福岡県築上郡上毛町（郡名）
- 福岡県京都郡みやこ町（郡名）
- 佐賀県小城市（郡名）
- 佐賀県神埼市（郡名）
- 佐賀県三養基郡みやき町（郡名）
- 長崎県五島市（列島名）
- 長崎県南松浦郡新上五島町（列島名派生の地域名）※
- 長崎県壱岐市（旧国名）※
- 長崎県対馬市（旧国名）※
- 長崎県南島原市（半島名、地域名）
- 熊本県上天草市（郡名、諸島名派生の地域名）
- 熊本県天草市（郡名、諸島名）※
- 熊本県宇城市（郡名派生の地域名）
- 熊本県阿蘇市（郡名）
- 熊本県阿蘇郡南阿蘇村（郡名派生の地域名）
- 大分県国東市（半島名、郡名）
- 大分県豊後大野市（郡名）※
- 鹿児島県日置市（郡名）
- 鹿児島県曽於市（郡名）
- 鹿児島県南さつま市（旧国名）
- 鹿児島県薩摩川内市（江戸時代の地域名）※
- 鹿児島県姶良市（郡名）
- 鹿児島県奄美市（諸島名）
- 鹿児島県薩摩郡さつま町（旧国名、郡名）
- 鹿児島県肝属郡錦江町（海域名）
- 鹿児島県肝属郡南大隅町（旧国名、郡名）
- 鹿児島県肝属郡肝付町（中世の郡名）※
- 沖縄県島尻郡久米島町（島名）※
- 沖縄県宮古島市（島名）※

### 既に消滅した自治体

#### 北海道・東北地方
- 北海道利尻郡東利尻町（現・利尻富士町、郡名、島名）
- 青森県上北郡上北町（現・東北町、郡名）
- 岩手県江刺市（現・奥州市、郡名）
- 岩手県胆沢郡胆沢町（現・奥州市、郡名）
- 宮城県宮城郡宮城町（現・仙台市、郡名）
- 宮城県桃生郡桃生町（現・石巻市、郡名）
- 宮城県牡鹿郡牡鹿町（現・石巻市、郡名、半島名）
- 宮城県登米郡登米町（現・登米市、郡名）
- 宮城県本吉郡本吉町（現・気仙沼市、郡名）
- 秋田県河辺郡河辺町（現・秋田市、郡名）
- 秋田県由利郡由利町（現・由利本荘市、郡名）
- 秋田県仙北郡西仙北町（現・大仙市、郡名）
- 秋田県仙北郡仙北町（現・大仙市、郡名）
- 秋田県平鹿郡平鹿町（現・横手市、郡名）
- 秋田県雄勝郡雄勝町（現・湯沢市、郡名）
- 秋田県山本郡山本町（現・三種町、郡名）
- 山形県東村山郡出羽村（現・山形市、旧国名）
- 福島県磐城市（現・いわき市、旧国名）
- 福島県常磐市（現・いわき市、旧国名派生の地域名）
- 福島県伊達郡伊達町（現・伊達市、郡名）
- 福島県安達郡安達町（現・二本松市、郡名）
- 福島県安達郡岩代町（現・二本松市、旧国名）
- 福島県岩瀬郡岩瀬村（現・須賀川市、郡名）
- 福島県北会津郡北会津村（現・会津若松市、郡名。成立時、郡内唯一の自治体であった。）

#### 関東地方
- 茨城県猿島郡猿島町（現・坂東市、郡名）
- 茨城県猿島郡猿島村（現・境町、郡名）
- 茨城県結城郡中結城村（現・八千代町、郡名）
- 茨城県結城郡下結城村（現・八千代町、郡名）
- 茨城県豊田郡西豊田村（現・八千代町、郡名）
- 茨城県岡田郡岡田村（現・常総市、郡名）
- 茨城県西葛飾郡勝鹿村（現・古河市、郡名）
- 茨城県新治郡新治村（現・土浦市、郡名）
- 栃木県河内郡南河内町（現・下野市、郡名）
- 栃木県河内郡河内町（現・宇都宮市、郡名）
- 栃木県河内郡上河内町（現・宇都宮市、郡名）
- 栃木県那須郡南那須町（現・那須烏山市、郡名）
- 栃木県下都賀郡都賀町（現・栃木市、郡名）
- 群馬県利根郡利根村（現・沼田市、郡名）
- 群馬県新田郡新田町（現・太田市、郡名）
- 群馬県群馬郡群馬町（現・高崎市、郡名）
- 群馬県群馬郡榛名町（現・高崎市、山名、地域名）
- 群馬県勢多郡赤城村（現・渋川市、山名、地域名）
- 群馬県吾妻郡吾妻町（現・東吾妻町、郡名）
- 埼玉県北足立郡足立町（現・志木市、郡名）
- 埼玉県入間郡武蔵町（現・入間市、旧国名）
- 埼玉県入間郡西武町（現・入間市、旧国名派生の地域名）
- 埼玉県入間郡入間村（現・狭山市、郡名）
- 埼玉県大里郡大里町（現・熊谷市、郡名）
- 埼玉県大里郡吉見村（現・熊谷市、郡名の別名）
- 千葉県東葛市（現・柏市、郡名派生の地域名）
- 千葉県海上郡海上町（現・旭市、郡名）
- 千葉県夷隅郡夷隅町（現・いすみ市、郡名）
- 千葉県山武郡山武町（現・山武市、郡名）
- 千葉県香取郡下総町（現・成田市、旧国名）
- 千葉県印旛郡印旛村（現・印西市、郡名）
- 千葉県君津郡上総町（現・君津市、旧国名）
- 東京都荏原区（現・品川区、郡名）
- 東京都城東区（現・江東区、地域名）
- 東京府豊多摩郡野方町（現・東京都中野区、江戸時代の地域名〈領〉）
- 東京都西多摩郡西多摩村（現・羽村市、郡名）
- 東京都（三宅支庁）伊豆村（現・三宅村、旧国名、諸島名）
- 神奈川県津久井郡津久井町（現・相模原市、郡名）

#### 中部地方
- 新潟県三島郡三島町（現・長岡市、郡名）
- 新潟県古志郡山古志村（現・長岡市、郡名）
- 新潟県中頸城郡頸城村（現・上越市、郡名）
- 新潟県佐渡郡佐和田町（現・佐渡市、明治時代までの郡名）
- 長野県更埴市（現・千曲市、郡名派生の地域名）
- 長野県南佐久郡佐久町（現・佐久穂町、郡名）
- 長野県下伊那郡南信濃村（現・飯田市、旧国名）
- 福井県足羽郡足羽村、足羽町（現・福井市、郡名）
- 福井県南条郡南条町（現・南越前町、郡名）
- 福井県三方郡三方町（現・若狭町、郡名）
- 福井県今立郡今立町（現・越前市、郡名）
- 福井県大飯郡大飯町（現・おおい町、郡名）
- 福井県坂井郡坂井町（現・坂井市、郡名）
- 岐阜県海津郡海津町（現・海津市、郡名）
- 岐阜県武儀郡武儀町（現・関市、郡名）
- 静岡県賀茂郡賀茂村（現・西伊豆町、郡名）
- 静岡県田方郡中伊豆町（現・伊豆市、旧国名、半島名）
- 静岡県榛原郡榛原町（現・牧之原市、郡名）
- 愛知県額田郡額田町（現・岡崎市、郡名）
- 愛知県渥美郡渥美町（現・田原市、郡名、半島名）

#### 近畿地方
- 三重県安芸郡河芸町（現・津市、郡名）
- 三重県一志郡一志町（現・津市、郡名）
- 三重県飯南郡飯南町（現・松阪市、郡名）
- 三重県阿山郡伊賀町（現・伊賀市、旧国名）
- 三重県阿山郡阿山町（現・伊賀市、郡名）
- 三重県志摩郡志摩町（現・志摩市、旧国名、郡名、半島名）
- 滋賀県甲賀郡甲賀町（現・甲賀市、郡名）
- 滋賀県蒲生郡蒲生町（現・東近江市、郡名）
- 滋賀県愛知郡湖東町（現・東近江市、地域名）
- 滋賀県高島郡高島町（現・高島市、郡名）
- 滋賀県坂田郡近江町（現・米原市、旧国名）
- 滋賀県東浅井郡浅井町（現・長浜市、郡名）
- 滋賀県東浅井郡湖北町（現・長浜市、地域名）
- 京都府相楽郡山城町（現・木津川市、国名）
- 京都府船井郡丹波町（現・京丹波町、国名）
- 京都府竹野郡丹後町（現・京丹後市、国名）
- 大阪府河内市（現・東大阪市、旧国名）
- 大阪府南河内郡南大阪町（現・羽曳野市、都道府県名）
- 大阪府三島郡三島町（現・摂津市、郡名）
- 兵庫県加西郡加西町（現・加西市、郡名）
- 兵庫県城崎郡城崎町（現・豊岡市、郡名）
- 兵庫県美方郡美方町（現・香美町、郡名）
- 兵庫県朝来郡朝来町（現・朝来市、郡名）
- 兵庫県養父郡南但町（現・朝来市、旧国名派生の地域名）
- 兵庫県氷上郡氷上町（現・丹波市、郡名）
- 兵庫県津名郡津名町（現・淡路市、郡名）
- 兵庫県三原郡三原町（現・南あわじ市、郡名）
- 兵庫県多紀郡多紀町（現・丹波篠山市、郡名）
- 兵庫県神崎郡神崎町（現・神河町、郡名）
- 奈良県宇陀郡大宇陀町（現・宇陀市、郡名）
- 奈良県吉野郡西吉野村（現・五條市、郡名）
- 和歌山県那賀郡那賀町（現・紀の川市、郡名）

#### 中国地方
- 鳥取県気高郡気高町（現・鳥取市、郡名）
- 鳥取県東伯郡東伯町（現・琴浦町、郡名）
- 鳥取県西伯郡西伯町（現・南部町、郡名）
- 島根県八束郡島根町（現・松江市、県名）
- 島根県八束郡八束町（現・松江市、郡名）
- 島根県八束郡東出雲町（現・松江市、旧国名）
- 島根県仁多郡仁多町（現・奥出雲町、郡名）
- 島根県邑智郡邑智町（現・美郷町、郡名）
- 島根県邑智郡石見町（現・邑南町、旧国名）
- 岡山県御津郡御津町（現・岡山市、郡名）
- 岡山県赤磐郡山陽町（現・赤磐市、地域名）
- 岡山県川上郡川上町（現・高梁市、郡名）
- 岡山県英田郡英田町（現・美作市、郡名）
- 岡山県都窪郡吉備町（現・岡山市、旧国名）
- 岡山県浅口郡吉備村（現・浅口市、旧国名）
- 広島県佐伯郡佐伯町（現・廿日市市、郡名）
- 広島県御調郡御調町（現・尾道市、郡名）
- 広島県沼隈郡沼隈町（現・福山市、郡名）
- 広島県神石郡神石町（現・神石高原町、郡名）
- 山口県大島郡大島町（現・周防大島町、島名）
- 山口県熊毛郡熊毛町（現・周南市、郡名）
- 山口県厚狭郡山陽町（現・山陽小野田市、地域名）
- 山口県豊浦郡豊浦町（現・下関市、郡名）

#### 四国地方
- 徳島県阿波郡阿波町（現・阿波市、郡名）
- 徳島県美馬郡美馬町（現・美馬市、郡名）
- 徳島県三好郡三好町（現・東みよし町、郡名）
- 徳島県海部郡海部町（現・海陽町、郡名）
- 香川県大川郡大内町（現・東かがわ市、郡名）
- 香川県大川郡大川町（現・さぬき市、郡名）
- 香川県大川郡寒川町（現・さぬき市、郡名）
- 香川県木田郡山田町（現・高松市、郡名）
- 香川県香川郡香川町（現・高松市、郡名）
- 香川県綾歌郡綾歌町（現・丸亀市、郡名）
- 香川県三豊郡三野町（現・三豊市、郡名）
- 愛媛県東予市（現・西条市、地域名）
- 高知県吾川郡吾川村（現・仁淀川町、郡名）
- 高知県幡多郡西土佐村（現・四万十市、旧国名）

#### 九州・沖縄地方
- 福岡県早良郡早良町（現・福岡市、郡名）
- 福岡県浮羽郡浮羽町（現・うきは市、郡名）
- 福岡県築上郡築城町（現・築上町、郡名）
- 福岡県嘉穂郡嘉穂町（現・嘉麻市、郡名）
- 福岡県嘉穂郡穂波町（現・飯塚市、郡名）
- 佐賀県東松浦郡鎮西町（現・唐津市、九州の旧称）
- 佐賀県東松浦郡肥前町（現・唐津市、旧国名）
- 長崎県北高来郡高来町（現・諫早市、郡名）
- 長崎県東彼杵郡彼杵町（現・東彼杵町、郡名）
- 長崎県南松浦郡上五島町（現・新上五島町、地域名）
- 長崎県上県郡上県町（現・対馬市、郡名）
- 長崎県上県郡上対馬町（現・対馬市、島名）
- 長崎県壱岐郡石田町（現・壱岐市、郡名）
- 熊本県鹿本郡鹿本町（現・山鹿市、郡名）
- 熊本県阿蘇郡阿蘇町（現・阿蘇市、郡名）
- 熊本県天草郡天草町（現・天草市、郡名、諸島名）
- 大分県直入郡直入町（現・竹田市、郡名）
- 鹿児島県南九州市（九州の南部全体。僭称地名との批判がある[1]）
- 鹿児島県川内市（現・薩摩川内市、江戸時代の地域名）※
- 鹿児島県薩摩郡祁答院町（現・薩摩川内市、中世の地域名）
- 鹿児島県薩摩郡薩摩町（現・さつま町、旧国名、郡名）
- 鹿児島県姶良郡姶良町（現・姶良市、郡名）
- 鹿児島県曽於郡大隅町（現・曽於市、旧国名）
- 鹿児島県日置郡吹上町（現・日置市、海岸名）

## 日本国外
大韓民国の都農複合形態市もほとんどが広域地名（郡名）であるが、浦項市などのように都市名を採用した市もある。
後述の一覧で挙げる以外に、次のようなケースもある。
- 大韓民国と朝鮮民主主義人民共和国のように、もともと1つの国家だったのが分断され、双方が元の国の範囲を表す国名を名乗るケースについては分断国家を参照。
- ブルネイ、ドイツ、デンマーク、ルクセンブルクなど、領土を失った結果、歴史的な範囲と比べると狭くなっている国。
- ハンガリー、ポーランド、リトアニア、モンゴル、アルメニア、ブルガリアなど、過去に同名の広大な国家があった国。
- 京畿道、アバディーンシャー、ブエノスアイレス州など、中心都市が独立した行政区画となった結果、歴史的な中心都市が含まれない行政区画。
  - ロストック郡、バイロイト郡、バンベルク郡などは一見これに類似するが、郡名の由来であるロストック、バイロイト、バンベルクを当初から含まずに成立している（#批判的観点で挙げた「僭称地名」のケースに近いが、これらの郡名が同様の批判を受けているかどうかは別問題である）。
- グアテマラシティ、パナマシティ、メキシコシティ、モザンビーク市は、国名と同名の都市だが、都市名から国名が付けられたため、ここで言う広域地名には当てはまらない。
  - 州名と同名の、ロシアの多くの州都、ニューヨーク市、ケベック市なども同様である。

### アジア

#### 東アジア
- 黒龍江省（中国、河川名）
- アルタイ市（中国、山脈名）
- アルタイ地区（中国、山脈名）
- 富川市（韓国、郡名）
- 安山市（韓国、郡名）
- 始興市（韓国、郡名）
- 台中市（台湾、島名および省名）
- 台東県（台湾、島名および省名）
- 台南市（台湾、島名および省名）
- 台北市（台湾、島名および省名）
- チベット自治区（中国、地域名）
- 大田広域市大徳区（韓国、郡名）
- 東海市（韓国、海域名）
- 満州国（地域名、民族名）
- モンゴル国（地域名、民族名）

なお、朝鮮八道の一つ・黄海道は合成地名で、黄海とは無関係である。

#### 南アジア
- インド（地域名）
- バローチスターン州（パキスタン、地域名）
- バングラデシュ人民共和国（地域名）
- パンジャーブ州（インド、地域名）
- パンジャーブ州（パキスタン、地域名）

#### 西アジア
- アラブ首長国連邦（民族名、地域名）
- クルディスタン地域（イラク、地域名）
- コルデスターン州（イラン、地域名）
- シリア・アラブ共和国（地域名）
- トルコ共和国（地域名、民族名）
- パレスチナ自治区（地域名）

#### 中央アジア
- アラリスク（カザフスタン、湖沼名）
- ウラリスク（カザフスタン、河川名）
- バルハシ（カザフスタン、湖沼名）

#### 北アジア
すべてロシアに所在
- アムールスク（河川名）
- アルタイ共和国（山脈名）
- アルタイ地方（山脈名）
- アンガルスク（河川名）
- エニセイスク（河川名）
- クリリスク（諸島名）
- シベリア連邦管区（地域名）
- トムスク（河川名）
- ノヴォシビルスク（地域名）
- ヤクーツク（旧自治共和国名、民族名）
- ユジノサハリンスク（島名、州名）
- レンスク（河川名）

### アフリカ
- アラブ連合共和国（民族名、地域名）
- ギニア共和国（地域名）
- コンゴ共和国（地域名）
- コンゴ民主共和国（地域名）
- スーダン共和国（地域名）
- 赤道ギニア共和国（地域名）
- セネガル共和国（河川名）
- 中央アフリカ共和国（大州名）
- ナイジェリア連邦共和国（河川名）
- ニジェール共和国（河川名）
- 西サハラ（砂漠名）
- 南アフリカ共和国（大州名）
- 大リビア・アラブ社会主義人民ジャマーヒリーヤ国（大州の古名）

### ヨーロッパ
- アイルランド（島名、地域名）
- カレリア共和国（ロシア、地域名）
- ケルンテン州（オーストリア、地域名）
- ザクセン州（ドイツ、民族名、地域名）
- サヴォワ県（フランス、地域名）
- シュヴァーベン行政管区（地域名）
- シロンスク県（ポーランド、地域名）
- スペイン（地域名）
- タタールスタン共和国（ロシア、民族名および地域名）
- チロル州（オーストリア、地域名）
- ドネツィク（ウクライナ、河川名）
- ネーデルラント王国（地域名）　※通常日本語ではオランダ王国と呼ぶ。
- バスク自治州（スペイン、民族名および地域名）
- プファルツ県連合（地域名）
- ブランデンブルク州（ドイツ、地域名）
- ポモージェ県（ポーランド、地域名）
- ヴォルゴグラード（河川名）
- マケドニア共和国（地域名）　※30年近くにわたるマケドニア名称論争の末、2019年に北マケドニア共和国へ改称した。
- モスクワ（河川名）
- モルドバ共和国（地域名）
- ユーロポート（オランダ、大州名）
- リュクサンブール州（地域名）
- リンブルフ州（オランダ、地域名）
- リンブルフ州（ベルギー、地域名）

### 北アメリカ
- アトランタ（アメリカ合衆国、大洋名）
- アトランティックシティ（アメリカ合衆国、大洋名）
- アメリカ合衆国（大州名）
- オクラホマシティ（アメリカ合衆国、州名）
- カリフォルニア州（アメリカ合衆国、地域名）
- カンザスシティ（アメリカ合衆国、河川名、州名）
- カリフォルニア州コロンビア（アメリカ合衆国、大州の古名）
- サウスカロライナ州コロンビア（アメリカ合衆国、大州の古名）
- ミズーリ州コロンビア（アメリカ合衆国、大州の古名）
- コロンビア特別区（アメリカ合衆国、大州の古名）
- サクラメント（アメリカ合衆国、河川名）
- ソルトレイクシティ（アメリカ合衆国、湖沼名）
- チワワ市（メキシコ、砂漠名、州名）
- ハイチ共和国（島名）
- バハ・カリフォルニア州（メキシコ、地域名）
- ベリーズシティ（国名）
- ミシガン州（アメリカ合衆国、湖沼名）
- ミシシッピ州（アメリカ合衆国、河川名）
- ミズーリ州（アメリカ合衆国、河川名）
- ルイジアナ州（アメリカ合衆国、地域名）

### 南アメリカ
- アトランティコ（大洋名）
- ガイアナ協同共和国（地域名）
- コロンビア共和国（大州の古名）
- ブラジリア（国名）
- フランス領ギアナ（地域名）

### オセアニア
- パプア州（インドネシア、島名）
- パプアニューギニア（島名）
- ミクロネシア連邦（諸島名）

### 地球外
- 金星のアフロディーテ大陸は、ギリシャ語で金星を意味する語から来ている。
- 火星のいくつかの峡谷（valles）には、さまざまな言語で火星を意味する名前が付けられている。たとえば、カセイ峡谷（Kasei Valles）など。
- ガリレオ衛星の1つであるガニメデには、ガリレオ地域（Galileo Regio）という地名がある。